# Сташевский, Стефан
Стефан Сташевский (пол. Stefan Staszewski; 13 ноября 1906, Варшава — 2 ноября 1989, Варшава), он же Густав Шустер — польский коммунистический политик еврейского происхождения, в 1955—1957 — первый секретарь Варшавского комитета ПОРП. Участник коммунистического подполья 1920-х. Эмигрировал в СССР, репрессировался НКВД. Видный деятель группировки Пулавяне. Сыграл заметную роль в процессе польской десталинизации. После отстранения от власти и исключения из ПОРП во время антисемитской кампании участвовал в оппозиционном движении, принял католичество.

## Коммунистический активист
Родился в семье еврейского торговца. 14-летним школьником примкнул к молодёжной коммунистической организации. В подполье был известен под прозвищами Адам, Янек, Гутек, Ровиньский, Руди.
Учился на юридическом факультете Варшавского университета, исключён в связи с арестом за коммунистическую деятельность. Был освобождён под залог, эмигрировал в СССР. В 1926—1929, вместе с Болеславом Берутом, был слушателем Международной ленинской школы в Москве.
Вернувшись в Польшу, стал видным функционером компартии регионального уровня. После очередного ареста в 1934 вновь эмигрировал в СССР. Был арестован НКВД, в 1938 приговорён к 8 годам заключения. Отбывал срок на Колыме.

## Сталинистский функционер
В 1945 Стефан Сташевский снова вернулся в Польшу и примкнул к коммунистической партии ППР. Участвовал в просоветском партизанском движении. Занимал пост секретаря по пропаганде комитета ПОРП в Катовице. Затем редактировал Trybuna Ludu, возглавлял отдел печати ППР-ПОРП. Являлся проводником жёсткого сталинистского курса.
В январе 1954 Сташевский был переведен на должность заместителя министра сельского хозяйства. На этом посту был известен как один из организаторов принудительных изъятий сельхозпродукции с применением силовых методов. В то же время Сташевский написал докладную записку в политбюро ЦК ПОРП с критикой аграрной политики. После этого снят с должности в министерстве.

## Участник десталинизации
В сентябре 1955 Стефан Сташевский занял пост первого секретаря Варшавского комитета ПОРП. С 1956, вопреки своей предыдущей политической репутации, выступал как сторонник реформ в духе XX съезда КПСС. Резко критиковал Берута на партийных совещаниях (Никита Хрущёв даже возлагал на Сташевского косвенную ответственность за смерть Берута от психического перенапряжения). Обвинял Сталина в антисемитизме.
Сташевский был одним из ведущих деятелей «либерально-оттепельной» группы Пулавяне. По его инициативе секретариат ЦК ПОРП принял решение опубликовать разоблачительный доклад Хрущёва на XX съезде (единственный подобный шаг в государствах Восточной Европы). Это решение имело международное значение — из Варшавы текст доклада через информационные агентства распространился по всему миру.
В политическом противоборстве октября 1956 поддерживал Владислава Гомулку. Как глава столичной парторганизации санкционировал создание агитационных групп и подготовку к вооружению рабочих варшавских заводов для сопротивления советскому военному вмешательству. Участвовал во встрече представителей ПНР с маршалом Рокоссовским, где удалось несколько разрядить обстановку. Был организатором 400-тысячного варшавского митинга 24 октября 1956, на котором Гомулка выступил с программной речью.

## В партийной опале
Несмотря на роль Сташевского в успехе Гомулки, новый первый секретарь ЦК ПОРП вскоре отстранил первого секретаря Варшавского комитета (подобно Хрущёву, Гомулка не верил в искренность «пулавян» и не доверял им). В феврале 1957 Сташевский перешёл на гораздо менее значимую должность руководителя Польского агентства печати. Летом 1958 был снят и с этого поста, поскольку Служба безопасности ПНР заподозрила его в ориентации на иностранную подачу новостей. Отказался от должности в министерстве здравоохранения, был редактором в издательстве PWN.
Находился под наблюдением госбезопасности, подвергался жёсткому давлению со стороны национал-коммунистической «партизанской фракции» Мечислава Мочара. В ходе антисемитской кампании 1968 Стефан Сташевский был исключён из ПОРП.

## Диссидент
С 1960-х Стефан Сташевский сблизился с оппозиционными кругами. Активно контактировал с диссидентскими студенческими группами. Поддерживал протесты 1967—1968, но высказывался за осторожные действия, не приводящие к силовому противостоянию с властями, призывал Яцека Куроня и Адама Михника к более умеренной позиции. Взгляды Сташевского постепенно эволюционировали к либеральным формам социализма.
Во второй половине 1970-х Сташевский поддержал создание Комитета защиты рабочих (КОР). Организовал в своей квартире место постоянных собраний, которые посещали такие деятели КОР, как экономист профессор Эдвард Липиньский (социалист, участник революции 1905) и филолог Юзеф Рыбицкий (боец Армии Крайовой, участник Варшавского восстания).
В 1979, при визите в Польшу Папы Римского Иоанна Павла II, Сташевский убедил Куроня и Михника принять участие в приуроченных к этому событию акциях. (Первоначально левые лидеры светской оппозиции дистанцировались от папского визита.) Сам Сташевский принял католическое крещение. В деятельности католической оппозиции активно участвовала вторая жена Стефана Сташевского Данута.
В начале 1980-х Стефан Сташевский поддерживал профсоюз Солидарность. В качестве гостя был приглашён на I съезд «Солидарности».

## Кончина
Скончался Стефан Сташевский в ноябре 1989, когда уже было сформировано первое некоммунистическое правительство послевоенной Польши во главе с Тадеушем Мазовецким, незадолго до преобразования ПНР в Третью Речь Посполитую. Похоронен по католическому обряду.